# Kijanebalola dubia
Kijanebalola dubia is een buikharige uit de familie Neogosseidae. Het dier komt uit het geslacht Kijanebalola. Kijanebalola dubia werd in 1932 voor het eerst wetenschappelijk beschreven door Beauchamp. 